# Čas třešní
Čas třešní (Le Temps des cerises) je francouzská píseň z roku 1866, jejíž text napsal Jean-Baptiste Clément a hudbu Antoine Renard. Šlo o bojovou píseň francouzských komunardů, přestože byla napsána dlouhou dobu před povstáním komuny a je inspirována spíše básníkovým milostným životem; její politické souvislosti vznikly až dlouho po jejím vzniku. Píseň je doposud velmi známá, dodnes je jedním ze symbolů francouzské levice. Na ústřední obraz třešní, symbolizujících v písni nejen rudou barvu socialismu, ale především nutnost bojovat a mnohdy se i obětovat za svobodu a lásku, se odvolává i česká KSČM jako na zdroj svého emblému. Píseň zpívali nebo zpívají například Charles Trenet, Barbara Hendricks, Yves Montand, Boobejan Schoepen spolu s Geike Arnaert či rocková skupina Noir Désir. Český překlad písně vytvořil Tomáš Vondrovic pro antologii Smích a písně Montmartru, jiný, velice nepřesný překlad Jaroslava Navrátila publikuje na svých stránkách KSČM.